# Empidoidea
Empidoidea — надсемейство двукрылых насекомых, насчитывающее около 10000 видов в 4 семействах. В ископаемом состоянии известно с ранней юры.

## Описание
Большая часть представителей надсемейства — хищники.

## Систематика
В состав надсемейства включают следующие семейства.
- Atelestidae
- Brachystomatidae
- Dolichopodidae
- Empididae
- Homalocnemiidae
- Hybotidae
- Iteaphilidae
- Oreogetonidae
- Ragadidae

В 2011 году И. Я. Гричанов предложил использовать новый ранг — эписемейство (epifamily) Dolichopodoidae (с типовым родом Dolichopus Latreille, 1796) для Dolichopodidae sensu lato, объединяющее парафилетические семейства Dolichopodidae и Microphoridae. Соответственно, предложено и эписемейство Empidoidae (с типовым родом Empis Linnaeus, 1758) для остальных семейств надсемейства Empidoidea — Atelestidae, Hybotidae и Empididae.
В 2018 году образовано новое семейство Ragadidae из двух подсемейств, номинативного Ragadinae (Dipsomyia, Hormopeza, Hydropeza, Ragas, Zanclotus) и нового  Iteaphilinae subfam.n. (Anthepiscopus и Iteaphila) в качестве сестринского к Empididae.
В 2021 году образовано новое семейство Iteaphilidae (ранее подсемейство Iteaphilinae Wahlberg & Johanson, 2018 в составе семейства Ragadidae) из двух родов Iteaphila (=Anthepiscopus) и Paraiteaphila gen. nov..